# Philodendron advena
Philodendron advena är en kallaväxtart som beskrevs av Heinrich Wilhelm Schott. Philodendron advena ingår i släktet Philodendron och familjen kallaväxter. Inga underarter finns listade.